# Perigea xylophasioides
Perigea xylophasioides är en fjärilsart som beskrevs av Achille Guenée 1852. Perigea xylophasioides ingår i släktet Perigea och familjen nattflyn. Inga underarter finns listade i Catalogue of Life.